# Геза Рохайм
Геза Рохайм (на унгарски: Roheim Géza) е унгарски психоаналитик и антрополог.

## Биография
Роден е на 12 септември 1891 г. в Будапеща, Австро-Унгария. Като обучен фройдистки аналитик, той напуска Европа и своята практика, за да работи в полето на антропологията в Австралия. По-късно се установява в САЩ.
Рохайм критикува теорията на Юнг за архетипите и е ценен участник в модерната теология относно тези идеи.
Умира на 7 юни 1953 г. в Ню Йорк на 61-годишна възраст.